# Levia schubotzi
Levia schubotzi är en insektsart som först beskrevs av Melichar 1912.  Levia schubotzi ingår i släktet Levia och familjen lyktstritar. Inga underarter finns listade i Catalogue of Life.